# Guerra do Porco
A Guerra do Porco (em inglês: Pig War) foi um confronto em 1859 entre os Estados Unidos e o Império Britânico ao longo da fronteira estadunidense e a América do Norte Britânica. O território em disputa foi as Ilhas San Juan, que se encontram entre a Ilha de Vancouver e a parte continental da América do Norte. A Guerra do Porco, assim chamada porque foi provocada pelo disparo a um porco, é também chamada de Episódio do Porco, Guerra do Porco e da Batata, Disputa Fronteiriça de San Juan ou Controvérsia Fronteiriça do Noroeste. Sem tiros trocados nem vítimas humanas, essa disputa foi um conflito sem derramamento de sangue.
O "conflito" foi uma disputa entre os Estados Unidos e o Reino Unido sobre as Ilhas San Juan, localizadas entre a Ilha Vancouver, na Colúmbia Britânica, no Canadá, e o estado de Washington, no noroeste dos Estados Unidos. O conflito tecnicamente começou em 1859, quando um fazendeiro americano, Lyman Cutlar, matou um porco que estava revirando sua horta. O animal pertencia à Hudson's Bay Company, uma empresa britânica com interesses econômicos na região. As tensões aumentaram e forças militares, tanto americanas quanto britânicas, foram enviadas para a área. No entanto, em vez de entrar em uma guerra em grande escala, ambos os lados escolheram se conter e uma resolução pacífica foi alcançada após Estados Unidos e o Império Britânico aceitarem negociações diplomáticas.
Em 1872, o Tratado de Washington foi assinado (após arbitragem do Império Alemão), estabelecendo a fronteira entre os Estados Unidos e a América do Norte Britânica (Canadá) e resolvendo a disputa sobre as Ilhas San Juan. A decisão favoreceu os Estados Unidos e as ilhas foram concedidas a eles. A Guerra do Porco é notável por ter sido um conflito resolvido pacificamente por meio da diplomacia, em vez de ação militar, e também por ter quase escalado para uma guerra em larga escala por um motivo que foi caracterizado como "banal".